# Sida teysmannii
Sida teysmannii är en malvaväxtart som beskrevs av E. G. Baker. Sida teysmannii ingår i släktet sammetsmalvor, och familjen malvaväxter. Inga underarter finns listade i Catalogue of Life.